# جبريل رينيه باول
جبريل رينيه باول (بالإنجليزية: Gabriel René Paul)‏ هو ضابط أمريكي، ولد في 22 مارس 1813 في سانت لويس في الولايات المتحدة، وتوفي في 5 مايو 1886 في واشنطن العاصمة في الولايات المتحدة.